# Csáktornya vára
Csáktornya vára (horvátul: Stari grad Čakovec) egy erődítmény- és kastélykomplexum Csáktornya városában, a Muraközben. A vár ma Csáktornya óvárosának, a Muraköz identitásának és történelmi hagyományainak szimbóluma. Ez a Muraköz régió gazdag múltjának egyik legjobban megmaradt kulturális és történelmi emléke, tornyaival, harangtornyával, palotájával és falaival harmonikus építészeti egészet képvisel. Az új besorolás szerint évtizedek óta nulla kategóriájú kulturális emléknek minősül. Országos jelentőségű kulturális műemlékként (N-23 jelöléssel) van besorolva. Gazdag régészeti, néprajzi, kultúrtörténeti és történelmi gyűjteménynek és a Muraközi Múzeum művészeti galériájának ad otthont.

## Fekvése
Csáktornya városának központjában, a város főterének közelében, egy nagy park közepén található.

## Története
A várat a Hahót nemzetségbeli Csák Demeter, a Csányi család őse építtette a 13. század közepén. A vár első formájában egy árokkal övezett lakótorony lehetett, mely körül síkvidéki mocsárvár volt. 1270-től osztrák kézen volt, 1328-ban Károly Róbert visszaszerezte. I. Lajos király 1350-ben Muraközzel együtt Lackfi István erdélyi vajdának adományozta, aki 1351-től a horvát-szlavón-dalmát báni címet viselte. Miután a Lackfiak kegyvesztettek lettek a Muraközt 1397-ben a Kanizsaiak kapták meg, akik Zsigmond király hívei voltak, de már 1405-ben elvették tőlük.
1437 után a Cilleieké, majd a Cilleiek többi birtokával együtt Vitovec János horvát bán szerezte meg, de örökösei elveszítették. Hunyadi Mátyás kincstárnokának, Ernuszt János budai nagykereskedőnek és bankárnak adományozta, aki megkapta a horvát báni címet is. 1540-ben a csáktornyai Ernusztok kihalása után az uradalom rövid ideig a Keglevich családé, 1546-ban a későbbi szigetvári hős Zrínyi Miklósé lett. A Zrínyiek uralma alatt a város és a vár is nagyot fejlődött. A várat sokszög alakúra építették át és olaszbástyákkal erősítették meg. A reneszánsz várpalotában a Zrínyiek királyi pompa szerint éltek. Itt írta Zrínyi Miklós költő a Szigeti veszedelmet és itt is hunyt el 1664. november 18-án egy vadkanvadászat közben kapott halálos sebe miatt máig tisztázatlan körülmények között. Itt szervezte haláláig a Habsburgok illetve törökök elleni felkelést. Öccse Zrínyi Péter folytatta a vasvári békével elégedetlen főurak mozgalmát és innen ment 1671-ben Bécsbe, hogy tisztázza magát. Távollétében Spankau császári tábornok a várost feldúlta, családját fogságba ejtette. Zrínyi Miklós özvegyét elüldözték, I. Lipót parancsára fiát Zrínyi Ádámot szigorú őrizet mellett Prágában nevelték. Ennek ellenére nem hasonlott meg, a török elleni harcban esett el Zalánkeménél 1691. augusztus 19-én huszonkilenc éves korában. A császári udvar minden vagyonát elkobozta. Zrínyi Jánost börtönbe vetették, aki ott megőrülvén meghalt. Ezzel kihalt a Zrínyi család.

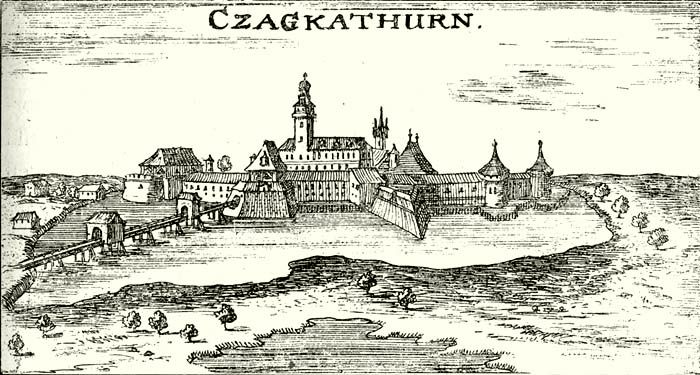
Csáktornya látképe 1640-ben

A Zrínyiek kihalta után 1719-ben az Althan grófok birtokába került a vár, akik az egész épületegyüttest Martinelli itáliai építész tervei szerint kényelmes barokk kastéllyá alakították át. Ekkor épült meg a palota második emelete is. Az átépítés után elvesztette erődítmény jellegét. Az új kapubástya tetején lévő harangtoronyba egy óraművet is beépítettek, ami akkoriban nagy szenzációnak számított. 1791-től Csáktornya urai a Festetichek lettek, akik lakókastélyként használták. A szabadságharc alatt báró Hív-vári Meszéna Ferenc, Perczel Mór megbízásából megerősítette. 1923-ig a Festeticsek tulajdona, akik a 19. században cukorgyárat alakítottak ki benne, majd a helyi iparkamara vette meg az épületet. 1946-tól gazdasági iskola és diákotthon működött itt. 1954-óta a várban a Muraközi Múzeum található.

## A vár mai állapota
A vár külső védművei falakból, bástyákból állnak, amelyek terv szerint ötszög alakúak és jelenlegi formájukban főleg a 16. és a 17. században épültek. Ezek a bástyák egyedülállóak Horvátországban, mivel nem földbástyák, hanem téglából épültek. A monumentális falak, amelyeknek vastagságát egyes helyeken méterben mérik, keretezik a külső udvart, amely viszont elválasztja a falakat és a várpalotát, amely az egész erődítmény- és kastélykomplexum központi épülete. A belső négyszög alakú palotát valószínűleg az Ernust család alatt (15. és 16. század) építették, a Zrínyi-korszakban (16. és 17. század) újjáépítették, a jelenlegi formájában pedig a cseh-osztrák Althan család idején 1743 körül épült meg, akik az 1738-as pusztító földrengés után a régi reneszánsz kastélyt monumentális barokk palotává építtették át. Az erődkomplexumnak ezt a belső épületét Novi dvornak is nevezik. Ennek az épületnek a tervezője bécsi udvari építész Anton Erhard Martinelli volt, aki második emelettel bővítette a korábbi egyszintes palotát és a földrengés által elpusztított tornyot a palotáról, ahol korábban állt, a fő külső kaputoronyra helyezte, ahol ma is áll.

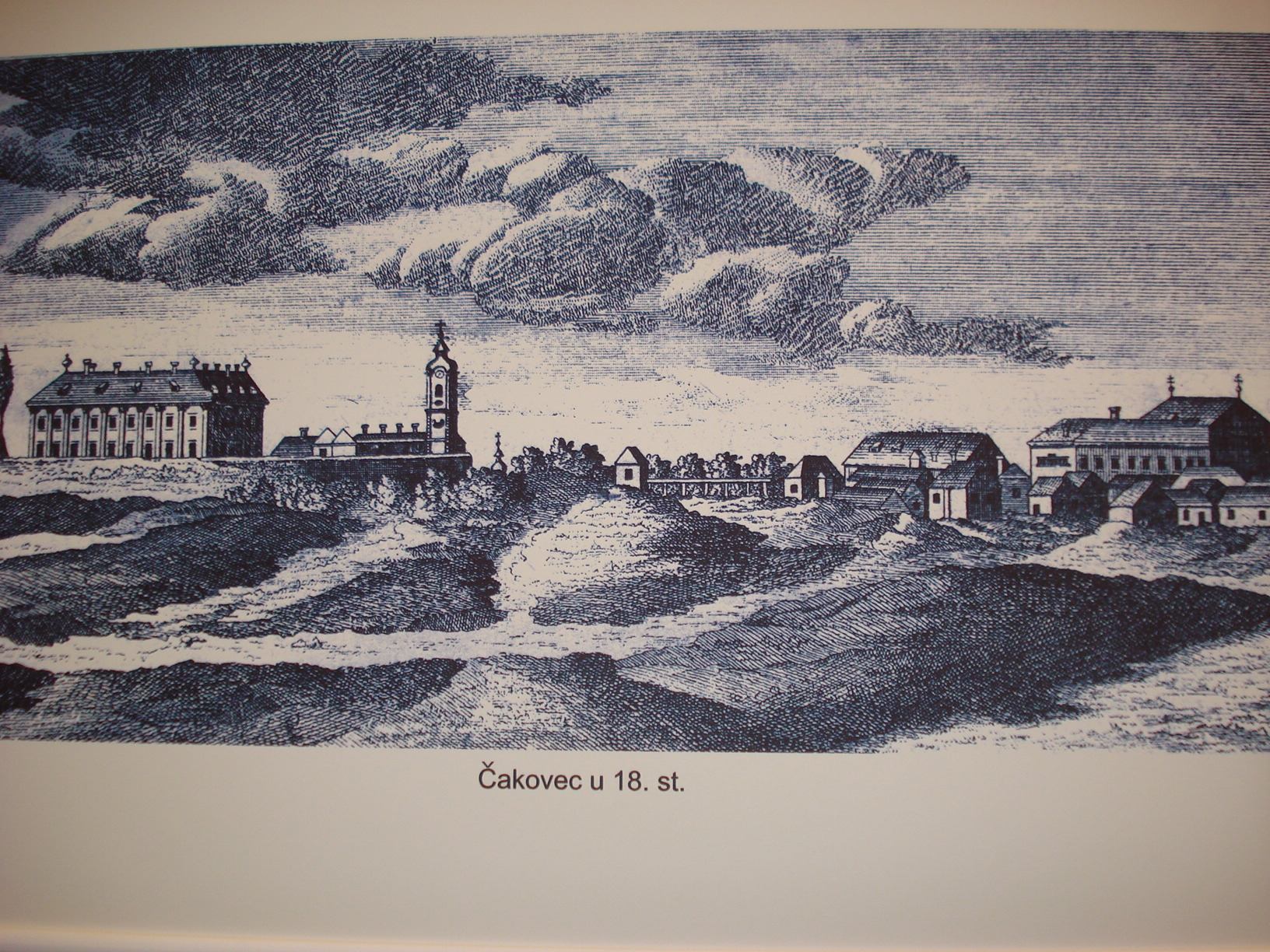
Csáktornya a 18. században

Az új palota (Novi dvor) belsejében egy burkolatos belső udvar található, ahonnan díszes árkádsoron át vezet az út a főbejárat felé, de emellett az épületbe több oldalsó bejáraton is be lehet jutni. A falak körül évszázadokig széles, vízzel megtöltött várárkok voltak, amelyek a kis muraközi folyóból, a Trnavából kapták a vizet, amelynek forrása néhány kilométer távolságra innen található a Muraköz dombos részén. Később a patakot átirányították, hogy ne a város központján folyjék át. A török fenyegetés megszűnésével a várárkok az idő múlásával szinte teljesen kiszáradtak, kivéve az erőd északi oldalán található tavat, amely még az 1970-es években is létezett, majd azt követően szintén kiszáradt. Ezzel a középkori vizivár teljesen elveszítette korábbi képét. A várat északi oldalról egy hosszú fahíd segítségével lehetett megközelíteni, amely a főbejárathoz vezetett. Ma egy rövid kőhíd található ezen a helyen. A teljes építészeti komplexum körül egy szépen karbantartott park található, amely különféle fákkal, cserjékkel és virágokkal van díszítve. Különféle szobrok is találhatók itt, melyek a legismertebb korábbi tulajdonosokat ábrázolják. Ma Zrinski Park a neve.

## Galéria
- Az erődkomplexum felülnézetben
- A kapubástya belülről
- A Muraközi Múzeum épülete
- Zrínyi és Frangepán búcsújának emlékműve a vár udvarán
- A kapubástya látképe télen
- Díjugratás a vár mellett
- Ágyúnyílás az északnyugati bástyában
- A Novi dvor déli oldala
- A palota árkádos átriuma
- A Zrínyi-gárda díszőrsége a palota udvarán
- A vár és tükörképe a 2003-as áradás idején
- Kiállítás megnyitó a múzeumban

## Fordítás
- Ez a szócikk részben vagy egészben  a   Stari grad Čakovec című horvát Wikipédia-szócikk ezen változatának fordításán alapul.  Az eredeti cikk szerkesztőit annak laptörténete sorolja fel. Ez a jelzés csupán a megfogalmazás eredetét és a szerzői jogokat jelzi, nem szolgál a cikkben szereplő információk forrásmegjelöléseként.